# Eretnek (film)
Az Eretnek (eredeti cím: Heretic) 2024-es amerikai pszichológiai horrorfilm, amelyet Scott Beck és Bryan Woods írt és rendezett. A főbb szerepekben Hugh Grant, Sophie Thatcher és Chloe East látható.
Amerikában 2024. november 8-án, míg Magyarországon 2024. november 21-én mutatták be a mozikban.

## Cselekmény
A két fiatal, tapasztalatlan misszionárius, Barnes nővér és Paxton nővér házról házra járnak, hogy Az Utolsó Napi Szentek Jézus Krisztus Egyházáról szóló örömhíreket terjesszék. A napot azzal töltik, hogy kerékpárjukon utaznak, és végigdolgozzák a bekopogtatandó házak listáját, mérsékelt sikerrel. Amikor az időjárás romlik, és esni kezd, elérnek egy magas fákkal körülvett külvárosi házhoz, amelyben az udvarias és érdeklődő Mr. Reed lakik. Úgy tesz, mintha a felesége épp süteményt készítene a konyhában. Barnes nővér és Paxton nővér ekkor gyanútlanul belép a házba.
A nappaliban folytatott beszélgetésük során Mr. Reed-et őszintén lenyűgözi a mormonizmus története és tanításai. A világ minden régiójáról nagy tudással rendelkezik, és élénk beszélgetéseket folytat Barnes nővérrel és Paxton nővérrel. Az este közeledtével Mr. Reed elhagyja a szobát, állítólag azért, mert meg akarja nézni a tortát. Valójában az amatőr makettező egy rejtélyes technikai mechanizmust hoz működésbe, amely egy villanykapcsoló szerelvény mögött van elrejtve. Eközben Barnes nővér felfedezi, hogy a házban terjengő áfonyaillat egy illatgyertyából származik. A két nő megijed, és megpróbálnak elmenekülni a házból, de a bejárati ajtó belülről be van zárva. Barnes nővér és Paxton nővér könyörögnek Mr. Reednek, hogy engedje el őket. A férfi csak egy lehetőséget ad nekik: a két fiatal nőnek azt mondja, hogy bízzanak a hitükben, és válasszanak a két ajtó közül, amelyeket Mr. Reed krétával a „Hit” és a „Hitetlenség” felirattal jelölt meg. Mr. Reed szerint ezután mindketten „csodának” lesznek tanúi. Barnes nővér és Paxton nővér belekeveredik a veszélyes macska-egér játékba. Hamarosan rájönnek, Mr. Reed egy hatalmas labirintust hozott létre, amiből nekik kell megtalálniuk a kiutat.

## Szereplők
| Szerep        | Színész         | Magyar hang       |
| ------------- | --------------- | ----------------- |
| Mr. Reed      | Hugh Grant      | Stohl András      |
| Barnes nővér  | Sophie Thatcher | Márkus Luca       |
| Paxton nővér  | Chloe East      | Urbán-Szabó Fanni |
| Kennedy elder | Topher Grace    | Hamvas Dániel     |
| Próféta       | Elle Young      | Hay Anna          |
| Szomszéd      | Anesha Bailey   | Kis-Kovács Luca   |

### Magyar változat
- Főcím: Egressy G. Tamás
- Magyar szöveg: Popa Kinga
- Hangmérnök: Tóth Péter Ákos
- Vágó: Kajdácsi Brigitta
- Gyártásvezető: Gelencsér Adrienne
- Szinkronrendező: Bercsényi Péter
- Produkciós vezető: Kónya Adrienn

A szinkront a Mafilm Audio Kft. készítette el.

## A film készítése
2023 júniusában jelentették be, hogy Scott Beck és Bryan Woods írja és rendezi az A24 filmjét, az Eretneket. Hugh Grant és Chloe East kapták a főszerepeket.
Beck és Woods azt nyilatkozta, hogy a filmet a Kapcsolat és az Aki szelet vet című filmek ihlették, mint olyan filmek, amelyek komolyan tárgyalják a vallást, de "egyfajta popcorn mozi kontextusban". A film megírására Woods édesapjának nyelőcsőrákban bekövetkezett halála és az esemény által felvetett kérdések adtak okot, hogy mi történik a halál után.
A produkció ideiglenes megállapodást kapott, amely lehetővé tette a forgatást a 2023-as SAG-AFTRA sztrájk alatt. A forgatás Vancouverben zajlott 30 napon keresztül, 2023. október 3. és november 16. között.

## Bemutató
Az Eretnek című filmet a 2024. szeptember 8-án mutatták be a Torontói Nemzetközi Filmfesztiválon. A filmet a tervek szerint 2024. november 15-én mutatták volna be az Egyesült Államokban, de a dátumot végül november 8-ra előrehozták. Az Egyesült Királyságban és Írországban egy héttel korábban, november 1-jén jelent meg.